# Układ regulacji ciągłej
Układ regulacji ciągłej, układ ciągły, układ z czasem ciągłym – układ automatyki, którego wartość wyjściowa regulatora {\displaystyle u(t)} może przyjmować dowolną wartość z ciągłego przedziału (nieskończonego lub ograniczonego zakresem zmienności).
W teorii sterowania układy ciągłe stanowią podstawową klasę układów.